# 陶什
陶什，是匈牙利南部巴奇-基什孔州所辖的一个村，总面积74.72 平方公里，总人口2,997，人口密度40人/平方公里（2002年）。地理坐标为47.019°N 19.029°E。